# Ægir (1967)
Ægir – patrolowiec Islandzkiej Straży Wybrzeża zbudowany przez stocznię Aalborg Værft a/s w Danii. Jest pierwszym okrętem typu Ægir, a jego bliźniaczy statek, „Týr” jest trochę ulepszony. „Ægir” brał udział w dwóch ostatnich wojnach dorszowych.
W 1990 roku oryginalne działo Hotchkissa kal. 57 mm zostały zastąpione używanym obecnie działkami Bofors kal. 40 mm L/70, a duży dźwig został dodany w 1994 roku. Pokład lotniczy został powiększony w 1997 roku. W 2005 r. okręt został wyremontowany w Polsce, gdzie wymieniono mostek i wyposażenie elektroniczne.

## Poprzednik
Pierwszy okręt Islandzkiej Straży Granicznej noszący imię „Ægir” został wprowadzony do służby 14 lipca 1929 roku. W pierwszych latach swojej służby był uznawany za najbardziej nowoczesny okręt patrolowy i inspekcyjny w krajach nordyckich. Brał udział w pierwszej wojnie dorszowej. W latach 40. „Ægir” pływał wokół Islandii z nowo wybranym prezydentem, Sveinnem Björnssonem. Podczas II wojny światowej na uzbrojenie okrętu składało się jedno działo kal. 57 mm, jedno działo przeciwlotnicze kal. 37 mm, dwa karabiny maszynowe, bomby głębinowe oraz uzbrojenie strzeleckie. Kiedy do służby wprowadzono nowego „Ægira”, stary został wycofany i sprzedany na złom, pomimo tego, że był w dobrym stanie.